# Đai ốc đầu vuông

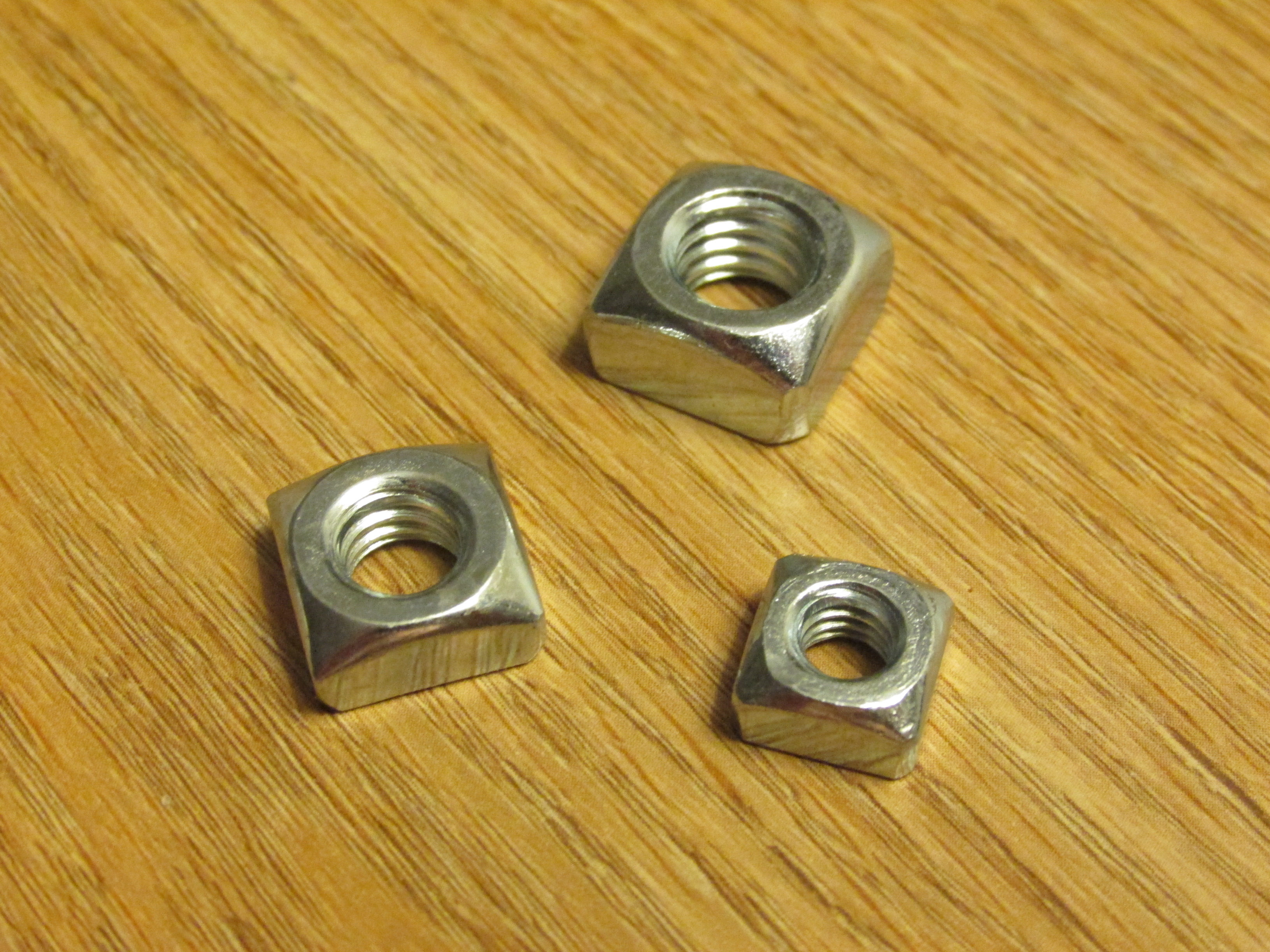
Đai ốc đầu vuông

Đai ốc đầu vuông là một đai ốc có bốn mặt. So với đai ốc 6 mặt tiêu chuẩn, đai ốc đầu vuông có bề mặt lớn hơn khi tiếp xúc với các phần được gắn chặt, và do đó cần nhiều lực vặn ra hơn (mặc dù lực vặn vào cũng phải lớn hơn). Chúng cũng ít bị trơn ren hơn sau nhiều lần vặn/siết. Đai ốc đầu vuông thường đi kèm với bu lông đầu vuông.Bu lông đầu vuông được sử dụng cùng với long đền dẹt để tránh nguy hiểm do các cạnh sắc và giúp tăng cường sức mạnh cho long đền. Đai ốc đầu vuông có thể được ren tiêu chuẩn, mịn hay thô với lớp mạ kẽm màu vàng, bóng, kẽm sáng, thiếc và cadmi. Hầu hết có thể gặp hoặc là ASTM A194, ASTM A563, hoặc ASTM F594 tiêu chuẩn. 

## Lịch sử
Những đai ốc đầu tiên được làm bằng gỗ và được sử dụng với các chốt gỗ. Hình vuông làm cho nó có thể để tạo thành một công cụ để siết chặt đai ốc chính xác. Sau này các đai ốc bằng gỗ được thay thế bằng thép, và đai ốc hiện đại được rèn từ thép thanh và được sử dụng cùng với bu lông thép.
Các đai ốc vuông bằng thép đã được sử dụng phổ biến trên các máy móc cuối 19 đến giữa thế kỷ 20. Ngày nay đai ốc lục giác đã thay thế chúng. Lý do là đai ốc lục giác cho phép vặn siết tại mọi góc 60°, trong khi đai ốc đầu vuông chỉ cho phép vặn siết tại mỗi góc 90°.

## Lợi ích
Thắt chặt một cách dễ dàng bằng cách kẹp chặt hai bên.
Làm việc tốt trong không gian chật hẹp bằng cách sử dụng kìm mũi kim.
Làm việc tốt trong những điểm mù sử dụng kìm hoặc một cờ-lê.
Có thể dùng để đo một cách nhanh chóng vị trí của đai ốc.

## Ứng dụng
Thường được sử dụng trong các đồ nội thất như một đai ốc tán đinh, chúng cũng được dùng trong các kênh đường sắt để ngăn không để lung lay đường sắt khi có áp lực đè xuống. Chúng cũng được sử dụng để làm nền móng hoàn hảo trong các kênh bằng kim loại của các vít khóa ẩn.